# کورنلیس فان استاورن
کورنلیس فان استاورن (انگلیسی: Cornelis van Staveren; ۱۴ ژوئن ۱۸۸۹ – ۱۰ آوریل ۱۹۸۲) قایقران قایق بادبانی اهل پادشاهی هلند بود.